# Рубель Андрій Миколайович
Рубель Андрій Миколайович (нар. 5 липня 1983, Київ) - український силовик, який з 12 жовтня 2022 року обіймає важливу посаду начальника Департаменту стратегічних розслідувань Національної поліції України. Має великий досвід у роботі на керівних посадах у правоохоронних органах. Обіймав ключові посади в обласних управліннях Національної Поліції України. Має безцінний багаторічний досвід роботи в правоохоронних органах

## Життєпис
2004 року закінчив Національну академію внутрішніх справ, тоді ж почав працювати оперуповноваженим відділу карного розшуку Солом'янського районного управління Києва.
2005—2020 — працював у поліції Києва та області та в ГУБОЗ МВС України, Департаменті карного розшуку, внутрішньої безпеки, стратегічних розслідувань НПУ, керував поліцією Закарпаття.
2020 - 2021 - Начальник Головного управління Національної поліції в Харківській області
2022 - по теперішній час - Обіймає посаду начальника Департаменту стратегічних розслідувань Національної Поліції України.